# Esauira
Esauira (arapski: الصويرة‎, al-Ṣauīra; berberski: Tassort; francuski: Essaouira) je grad u zapadnom Maroku, u pokrajini Marrakech-Tensift-Al Haouz, na atlantskoj obali. Esauiru od valova štiti obližnji otok Mogador, što je čini mirnom lukom i jednim od najboljih pristaništa na marokanskoj obali. Od 16. stoljeća grad je bio poznat po portugalskom imenu Mogador, dok njegovo berbersko ime znači "zid", jer je portugalski Mogador bio snažno utvrđen. Upravo zbog njegovih "europskih" zidina iz 18. stoljeća, Esauira je upisana na UNESCO-ov popis mjesta svjetske baštine u Africi 2001. godine. 
Gospodarstvo grada uglavnom čini proizvodnja hrane (uglavnom ribolov), i kožarska industrija.

## Povijest
Ovo područje je bilo naseljeno još u prapovijesti, Feničani su postali dominantni u 7. stoljeću pr. Kr., još prije osnutka Kartage. Kartaški moreplovac Hanno ga je posjetio u 5. stoljeću pr. Kr., te je tu osnovao trgovačku postaju, a padom Kartage naselili su ga Rimljani. Numidijski kralj Juba II., rimski sužanj, je u 1. stoljeću pr. Kr. u Esauiri zasnovao tvornicu bojenja tkanina, te su njihove purpurne toge (bojene pigmentima dobivenim iz lokalnih školjaka) nosili i rimski senatori.
Postupno je luka postala krajnja zapadna točka za karavane iz Sahare, a ponekad i utočište za pirate. U srednjem vijeku je tu sahranjen muslimanski vođa / efendija (hodža) Sidi Mogdul, po kojemu je grad dobio ime Mogador. 
God. 1506. Portugalci su ga utvrdili, ali su ga ubrzo morali napustiti 1541. god. Za marokanskog sultana Mulaj Abdelmaleka, iz dinastije Saadi, 1628. godine se nastavila graditi utvrda, i to uz pomoć kršćanskih robova. Današnji grad datira iz 1765. godine, kada je sultan Sidi Muhamed ben Abdulah, iz dinastije Alaouite, odlučio izgraditi najveću luku u to vrijeme, koja će otvoriti Maroko vanjskom svijetu i pomoći u razvoju poslovnih odnosa s Europom. Sultan je zatvorio sve južne luke europskim trgovcima, primoravši ih da se služe novom lukom u Mogadoru, te je grad postao poznat kao "Luka Timbuktua" iz kojega je dolazila roba iz središnje Afrike (ponajviše crni robovi). Sljedećih stoljeća grad je ojačao svoj status kao važno trgovačko središte kao luka Marakeša, s prometom robe duplo većim od Rabata. Mellah ("geto") je Židovska četvrt koja je odigrala vrlo važnu ulogu u povijesti grada, jer je sultan koristio ovu zajednicu za uspostavljanje odnosa s Europom i organiziranje trgoviačkih djelatnosti. Oni su dobili titulu Toujjar Es-Sultan ("kraljevski trgovci"), dajući im značajne gospodarske i političke privilegije.
Nakon što su ga osvojili Francuzi 1893. godine, mnogi trgovački putovi prema unutrašnjosti Afrike su se zatvorili i Mogador je izgubio negdašnji značaj. Grad je ostao dijelom francuskog protektorata sve do osamostaljenja Maroka 1956. godine, i danas mnogi stanovnici Eauira govore francuski jezik. Esauira je 1960-ih postao "meka" hipicima, a danas je popularna destinacija za mnoge turiste iz većih marokanskih gradova i Europe.

## Znamenitosti
Sultan Sidi Muhamed ben Abdulah je za izgradnju utvrda Esauire 1765. godine potražio pomoć od Nicholasa Théodorea Cornuta, stručnjaka vojne utvrde iz Avignona, na kojega je snažno utjecala Vaubanova utvrda Saint-Maloa. On je djelomično uništio portugalsku tvrđavu izgradivši rivu s nizom topova, poznatu kao Sqala. Također je postavio temelje mreža gradskih ulica tzv. Roussillon tipa, u obliku šahovske ploče. Cijeli grad je bio opasan obrambenim zidom po Vaubanovom modelu.
Grad je bio sastavljen od tri odvojena okruga. Kazba je činila stari administrativni okrug, a Medina (dio grada) je izgrađena od 18. do početka 20. stoljeća. Ona je presječena dvijema paralelnim glavnim ulicama, jednom od gradksih vrata Bab Doukalla do luke, a drugom iz Bab Marakeša do mora. Na njihovim raskrižju, poznatom kao sokak (natkrivena tržnica) Dždid, nalaze se četiri tržnice, za ribe, začine, žitarice, te mješovitu robu. Svaka četvrt nosi ime jednog od plemena koji su bili uključeni u izgradnju grada.
- Stara utvrđena luka
- Medina Esauire
- Stara ulica s minaretom
- Mauzolej Sidi Mogdula
- Riva na zidinama

## Gradovi prijatelji
Esauira je zbratimljena s gradovima:
- Belgija, Etterbeek
- Senegal, Île de Gorée
- Francuska, La Rochelle
- Francuska, Saint-Malo

## Vanjske poveznice
- Tétouan na Marokko.net
- Građevine Tetuana (njem.)